# João Filopono
João Filopono de Alexandria (em latim: Joannes Philoponus; c. 490 – 570) foi um filósofo neoplatônico cristão bizantino e patrístico grego que fez parte da Biblioteca de Alexandria, no período conhecido como "pós-nissênico" da Escola Neoplatônica de Alexandria, no Egito. Nascido por volta de 490, foi aluno e professor na Academia de Alexandria, considerado o mais importante físico de sua época por suas obras baseadas na física de Aristóteles e suas pesquisas sobre o "impetus", sobre o astrolábio, sugeriu o princípio da inércia e afirmou que um corpo em queda livre não desenvolve velocidade proporcional ao seu peso. Foi também professor de gramática, pelo que ficou conhecido como João, o Gramático, (Joannes Grammaticus), mas ficou mais conhecido por rejeitar diversas das teorias físicas defendidas por Aristóteles, uma exceção para os neoplatônicos da época. Teve forte influência sobre os filósofos e cientistas muçulmanos, como Alfarábi, Hunaine ibne Ixaque, e outros. No final de sua vida, converteu-se ao cristianismo. Tornou-se mais influente após sua morte e, traduzido no século XIII para o latim, influenciou o pensamento de Tomás de Aquino. Faleceu por volta de 570 em Alexandria.

## Obras
Escreveu diversas obras em grego que ficaram conhecidas por suas várias traduções do latim e algumas traduzidas do árabe, como:
- De opificio mundi (sobre o astrolábio);
- De aeternitate mundi contra Proclum;
- In cathegoria;
- In Analítica priora;
- In Analitica posteriora;
- In primos quatuor Aristotelis de naturali auscultatione;
- In librum primum Metereorum;
- In libros tres De anima;
- In libros duos De Generatione et interitu;
- In libros XIV Metaphysicorum; e
- In Physicorum libros (comentários à Física de Aristóteles).

## Comentários à física e cosmologia de Aristóteles
Embora de espírito platônico, dedicou-se mais a Aristóteles que os demais cristãos de sua época. Filopono é considerado o maior crítico de sua época das ideias aristotélicas, basicamente às leis aristotélicas do movimento e a impossibilidade do infinito, da eternidade e do vazio.
Seu trabalho científico considerado mais importante foi uma crítica em relação à doutrina aristotélica da "antiperistasis", isto é, a noção de que no movimento de um projétil o ar a sua frente passa para trás e empurra o projétil para frente. Utilizou argumentos teóricos e experimentais para concluir que o meio só pode resistir ao movimento, nunca sustentá-lo. E enunciou que seria preciso admitir que alguma força motora incorpórea que era conferida pelo lançador ao projétil. E concluiu que tal movimento perduraria no vazio.
Com relação à queda dos corpos no ar, verificou experimentalmente que os tempos de queda não são proporcionais aos pesos, conforme anunciara Aristóteles, mas que são praticamente iguais. Atacou também a separação entre o mundo sublunar e o lunar.

## Outros trabalhos
Como filósofo foi discípulo de Hamônio Hérmias. Fez a distinção entre o Criador e toda sua criação, mostrando que a visão do céu não era divina. Estes argumentos foram fundamentais para o futuro desenvolvimento da cosmologia.
Seu tratado sobre o astrolábio, De opificio mundi, tornou-se um clássico onde ficou evidente toda sua grande sapiência matemática, notadamente no comentário sobre a obra de Nicômaco de Gérasa.